# Avicularia soratae
Avicularia soratae é uma espécie de aranha pertencente à família Theraphosidae (tarântulas).